# Mouvement de la gauche progressiste
 (mars 2024).
Le Mouvement de la gauche progressiste (MGP) est fondé en 1989 pour soutenir la dissidence de Robert Jarry, maire anciennement communiste du Mans. Robert Jarry n'a jamais été officiellement membre du MGP.
Essentiellement actif dans la Sarthe, le MGP a soutenu la candidature de Jean-Pierre Chevènement en 2002 avant de s'éloigner du Pôle républicain et de se rapprocher du MARS - Gauche républicaine d'Éric Coquerel. En décembre 2008, ses animateurs décident de rejoindre le Parti de gauche nouvellement créé.